# チルドレン・オブ・ホァンシー 遥かなる希望の道
『チルドレン・オブ・ホァンシー 遥かなる希望の道』（-はるかなるきぼうのみち、原題: The Children of Huang Shi、中国語題: 黄石的孩子）は、2008年制作のオーストラリア・中国・ドイツ合作映画。ロジャー・スポティスウッド監督。

## 概要
1930年代の終わり、日中戦争の戦火が南京から黄石（ホァンシー）に迫ったことを知り、中国人孤児60名を連れてシルクロードを横断した英国人記者ジョージ・ホッグを主人公とした映画。
日本では2009年2月にDVDが発売された後、2009年12月の「南京・史実を守る映画祭2009」で上映された。

## あらすじ
1937年、日中戦争が勃発した。上海租界に滞在していたイギリス人ジャーナリストジョージ・ホッグは、日本軍が進撃した南京を取材するため、赤十字の人間と身分を偽って南京に潜入する。そこで大勢の市民を殺害する日本軍の姿を目の当たりにしたホッグは、それをカメラに撮影するが、日本兵に見つかってしまう。
処刑寸前のところをジャックという中国共産党の軍人に助けられたホッグは、ジャックの友人である看護婦のリーの紹介で黄石のとある施設に赴く。そこには60名もの中国人孤児がいた。
ホッグと子供たちはそこで一緒に過ごすうちに徐々に打ち解けていくが、やがて黄石にも日本軍が迫り、ホッグは子供たちを連れてシルクロードの遥か彼方700マイルの距離にある山丹へと逃れることを計画する。後にこの逃避行は「小さな長征」と呼ばれることになる。

## キャスト
※括弧内は日本語吹き替え
- ジョージ・ホッグ（英語版） - ジョナサン・リス＝マイヤーズ（東地宏樹）
- リー・ピアソン - ラダ・ミッチェル（林真里花）
- ジャック（陳漢生） - チョウ・ユンファ（古澤徹）
- マダム王（ワン） - ミシェル・ヨー（唐沢潤）
- バーンズ - デヴィッド・ウェンハム（田中完）

## スタッフ
- 監督：ロジャー・スポティスウッド
- 脚本：ジェームズ・マクマナス、ジェーン・ホークスレイ
- 撮影：ザオ・シャオディン（趙小丁）
- 編集：ジェフリー・ラム
- プロダクションデザイン：スティーヴン・ジョーンズ＝エヴァンス
- 美術：ホァン・シンミン（黄新明）
- 音楽：デヴィッド・ハーシュフェルダー
- 衣装デザイン：ガオ・ウェンイエン（高文晏）、キム・バレット
- 製作：アーサー・コーン、ヴィーラント・シュルツ＝カイル、ピーター・ローアー、ジョナサン・シュタインマン、マーティン・ヘイグマン

## 関連報道
2016年8月31日の産経新聞によると、本作の原作『オーシャン・デビル』を執筆し、本作の脚本も担当したタイムズ紙の記者ジェームズ・マクマナスは、ホッグが中国へ行ったのは1938年2月であり、しかも南京には行っておらず、映画は脚色をしており事実そのままではないと述べている。また、報道によるとホッグの署名記事にも日本軍の虐殺に関する記述は見当たらないという。